# Деннісон (Огайо)
Деннісон (англ. Dennison) — селище (англ. village) в США, в окрузі Таскарвас штату Огайо. Населення — 2709 осіб (2020).

## Географія
Деннісон розташований за координатами 40°23′50″ пн. ш. 81°19′39″ зх. д. / 40.39722° пн. ш. 81.32750° зх. д. (40.397208, -81.327372).  За даними Бюро перепису населення США в 2010 році селище мало площу 3,49 км², уся площа — суходіл.

## Демографія
Згідно з переписом 2010 року, у селищі мешкало 2655 осіб у 1043 домогосподарствах у складі 693 родин. Густота населення становила 760 осіб/км².  Було 1194 помешкання (342/км²).
Расовий склад населення:
| - 96,8 % — білих - 1,0 % — чорних або афроамериканців - 0,4 % — корінних американців - 0,2 % — азіатів |

До двох чи більше рас належало 1,4 %. Частка іспаномовних становила 1,0 % від усіх жителів.
За віковим діапазоном населення розподілялося таким чином: 26,6 % — особи молодші 18 років, 61,2 % — особи у віці 18—64 років, 12,2 % — особи у віці 65 років та старші. Медіана віку мешканця становила 35,5 року. На 100 осіб жіночої статі у селищі припадало 95,2 чоловіків;  на 100 жінок у віці від 18 років та старших — 92,4 чоловіків також старших 18 років.
Середній дохід на одне домашнє господарство  становив 37 575 доларів США (медіана — 27 229), а середній дохід на одну сім'ю — 45 527 доларів (медіана — 39 028). Медіана доходів становила 40 161 долар для чоловіків та 25 417 доларів для жінок. За межею бідності перебувало 28,2 % осіб, у тому числі 42,1 % дітей у віці до 18 років та 17,2 % осіб у віці 65 років та старших.
Цивільне працевлаштоване населення становило 1122 особи. Основні галузі зайнятості: освіта, охорона здоров'я та соціальна допомога — 29,9 %, виробництво — 19,7 %, мистецтво, розваги та відпочинок — 14,9 %, роздрібна торгівля — 12,7 %.